# Rally de La Nucía-Mediterráneo de 2016
El Rally de La Nucía-Mediterráneo de 2016 fue la 22.ª edición del rally y la novena ronda de la temporada 2016 del Campeonato de España de Rally. Se celebró entre el 22 de octubre y el 23 de octubre y contó con un itinerario de ocho tramos que sumaban un total de 177,98 km cronometrados. Tras cinco años sin celebrarse la prueba conocida hasta 2011 como rally La Vila Joiosa, regresó con nuevo nombre y con centro en la población alicantina de La Nucía.

## Itinerario
| Día   | Tramo | Nombre           | Distancia | Hora  | Ganador                  | Tiempo  | Líder                    |
| Día 1 |       |                  |           |       |                          |         |                          |
| ----- | ----- | ---------------- | --------- | ----- | ------------------------ | ------- | ------------------------ |
| Día 1 | TC1   | Sella-Relleu     | 14.42 km  | 08:20 | Sergio Vallejo           | 9:50.4  | Sergio Vallejo           |
| Día 1 | TC2   | Relleu-Orxeta    | 21.11 km  | 08:47 | Cristian García Martínez | 12:33.1 | Nil Solans               |
| Día 1 | TC3   | Sella-Relleu     | 14.42 km  | 11:17 | Alberto Monarri          | 9:22.8  | Cristian García Martínez |
| Día 1 | TC4   | Relleu-Orxeta    | 21.11 km  | 11:44 | Cristian García Martínez | 11:57.7 | Cristian García Martínez |
| Día 1 | TC5   | Confrides-Gorga  | 22.08 km  | 15:08 | Cristian García Martínez | 13:36.4 | Cristian García Martínez |
| Día 1 | TC6   | Benilloba-Relleu | 31.38 km  | 16:21 | Cristian García Martínez | 18:35.0 | Cristian García Martínez |
| Día 1 | TC7   | Confrides-Gorga  | 22.08 km  | 18:45 | Cristian García Martínez | 14:51.5 | Cristian García Martínez |
| Día 1 | TC8   | Benilloba-Relleu | 31.38 km  | 19:25 | Alberto Monarri          | 20:46.7 | Alberto Monarri          |

## Clasificación final
| Pos.    | Piloto                  | Copiloto                 | Automóvil               | Tiempo    | Diferencia |
| General | General                 | General                  | General                 | General   | General    |
| ------- | ----------------------- | ------------------------ | ----------------------- | --------- | ---------- |
| 1.      | Alberto Monarri         | Rodrigo Sanjuan          | Mitsubishi Lancer Evo X | 1:52:34.8 | 0.0        |
| 2.      | Sergio Vallejo          | Diego Vallejo            | Citroën DS3 R5          | 1:54:26.7 | +1:51.9    |
| 3.      | Pedro Burgo             | Marcos Burgo             | Porsche 997 GT3 RS 3.8  | 1:56:17.4 | +3:42.6    |
| 4.      | Daniel Marbán           | Víctor M. Ferrero        | Lotus Exige Cup 260     | 1:56:44.1 | +4:09.3    |
| 5.      | Santiago Carnicer       | Rodolfo Del Barrio       | Ford Fiesta R5          | 1:59:17.3 | +6:42.5    |
| 6.      | Esteban Vallín          | Borja Odriozola          | Opel Adam R2            | 2:00:31.0 | +7:56.2    |
| 7.      | José Luis Peláez        | Carlos Del Barrio        | Peugeot 208 R2          | 2:00:38.4 | +8:03.6    |
| 8.      | Adrían Díaz Pérez       | Mario González Tomé      | Suzuki Swift S1600      | 2:01:59.0 | +9:24.2    |
| 9.      | Ángel Paniceres Fuentes | Francisco Javier Álvarez | Opel Adam R2            | 2:02:37.7 | +10:02.9   |
| 10.     | Javier Pardo Siota      | Alba Sánchez González    | Peugeot 208 R2          | 2:02:39.8 | +10:05.0   |